# Ommata turrialbae
Ommata turrialbae är en skalbaggsart som beskrevs av Giesbert 1991. Ommata turrialbae ingår i släktet Ommata och familjen långhorningar.
Artens utbredningsområde är Costa Rica. Inga underarter finns listade i Catalogue of Life.